# Sport-Verein Werder von 1899 II 2008-2009
Questa voce raccoglie le informazioni riguardanti lo Sport-Verein Werder von 1899 II nelle competizioni ufficiali della stagione 2008-2009.

## Stagione
Nella stagione 2008-2009 il Werder Brema II, allenato da Thomas Wolter, concluse il campionato di 3. Liga al 17º posto.

## Rosa
| N. |                      | Ruolo | Calciatore       |
| -- | -------------------- | ----- | ---------------- |
| 1  | Germania (bandiera)  | P     | Nico Pellatz     |
| 2  | Germania (bandiera)  | C     | Finn Holsing     |
| 3  | Francia (bandiera)   | C     | Fabrice Begeorgi |
| 4  | Germania (bandiera)  | C     | José Ikeng       |
| 5  | Germania (bandiera)  | D     | Toni Gänge       |
| 6  | Germania (bandiera)  | C     | Nicolas Feldhahn |
| 7  | Germania (bandiera)  | A     | Torsten Oehrl    |
| 8  | Germania (bandiera)  | A     | Marc Heider      |
| 9  | Germania (bandiera)  | A     | Pascal Testroet  |
| 10 | Germania (bandiera)  | C     | Max Kruse        |
| 11 | Germania (bandiera)  | C     | Timo Perthel     |
| 13 | Germania (bandiera)  | C     | Kevin Artmann    |
| 14 | Germania (bandiera)  | D     | Sandro Stallbaum |
| 15 | Danimarca (bandiera) | A     | Andreas Granskov |
| 16 | Germania (bandiera)  | D     | Alexander Hessel |

| N. |                         | Ruolo | Calciatore        |
| -- | ----------------------- | ----- | ----------------- |
| 17 | Germania (bandiera)     | C     | Philipp Bargfrede |
| 18 | Germania (bandiera)     | C     | Tobias Kempe      |
| 19 | Germania (bandiera)     | D     | Björn Dreyer      |
| 20 | Germania (bandiera)     | P     | Sebastian Mielitz |
| 21 | Germania (bandiera)     | C     | Stefan Ronneburg  |
| 22 | Germania (bandiera)     | C     | Julian Grundt     |
| 23 | RD del Congo (bandiera) | A     | Addy-Waku Menga   |
| 25 | Germania (bandiera)     | D     | Felix Schiller    |
| 26 | Germania (bandiera)     | P     | Hergen Gerdes     |
| 27 | Germania (bandiera)     | D     | Niklas Andersen   |
| 28 | Germania (bandiera)     | D     | Dominik Schmidt   |
| 29 | Turchia (bandiera)      | A     | Onur Ayık         |
| 33 | Germania (bandiera)     | P     | Christian Vander  |
| 34 | Austria (bandiera)      | A     | Martin Harnik     |

## Organigramma societario
Area tecnica
- Allenatore: Thomas Wolter
- Allenatore in seconda:
- Preparatore dei portieri: Michael Jürgen
- Preparatori atletici:

## Calciomercato

### Sessione estiva
| Acquisti | Acquisti         | Acquisti               | Acquisti |
| R.       | Nome             | da                     | Modalità |
| -------- | ---------------- | ---------------------- | -------- |
| D        | Niklas Andersen  | Rot-Weiss Essen        |          |
| D        | Björn Dreyer     | Werder Brema U19       |          |
| C        | Nicolas Feldhahn | Erzgebirge Aue         |          |
| P        | Hergen Gerdes    | Werder Brema U19       |          |
| C        | Tobias Kempe     | Werder Brema U19       |          |
| A        | Torsten Oehrl    | Eintracht Braunschweig |          |
| C        | Timo Perthel     | Werder Brema U19       |          |
| D        | Felix Schiller   | Werder Brema U19       |          |
| A        | Pascal Testroet  | Schalke 04 U19         |          |

| Cessioni | Cessioni           | Cessioni          | Cessioni |
| R.       | Nome               | a                 | Modalità |
| -------- | ------------------ | ----------------- | -------- |
| D        | Alparslan Erdem    | Galatasaray       |          |
| D        | Francis Banecki    | Hertha Berlino II |          |
| C        | Amaury Bischoff    | Arsenal           |          |
| P        | Kevin Fickentscher | La Chaux-de-Fonds |          |
| C        | Thomas Johrden     | TuS Heeslingen    |          |
| P        | Michael Jürgen     | Werder Brema U17  |          |
| A        | Frank Löning       | Paderborn         |          |
| D        | Marin Mandic       | Altona 93         |          |
| D        | Florian Mohr       | Paderborn         |          |
| A        | Alexander Neumann  | Bochum II         |          |
| C        | Dominic Peitz      | Osnabrück         |          |
| C        | Kevin Schindler    | Hansa Rostock     |          |

### Sessione invernale
| Acquisti | Acquisti         | Acquisti      | Acquisti |
| R.       | Nome             | da            | Modalità |
| -------- | ---------------- | ------------- | -------- |
| A        | Addy-Waku Menga  | Hansa Rostock |          |
| C        | Fabrice Begeorgi | Coblenza      |          |

| Cessioni | Cessioni         | Cessioni   | Cessioni |
| R.       | Nome             | a          | Modalità |
| -------- | ---------------- | ---------- | -------- |
| C        | Dennis Diekmeier | Norimberga |          |

## Risultati

### 3. Liga

#### Girone di andata
| Arbitro: | Kircher |

|                        |           |  |
| Fink 51’, 65’ Týce 78’ | Marcatori |  |

| Arbitro: | Kuhl |

|                                         |           |                               |
| Oehrl 17’, 30’ Heider 26’ Bargfrede 80’ | Marcatori | 47’ Öztürk 72’, 90’ Bindnagel |

| Arbitro: | Steuer |

|           |           |  |
| Würll 58’ | Marcatori |  |

| Arbitro: | Schriever |

|                                            |           |                      |
| Oehrl 43’ (rig.) Harnik 56’ Kruse 82’, 89’ | Marcatori | 23’ Hensel 58’ Feick |

| Arbitro: | Kunzmann |

|                                     |           |             |
| Wolf 17’ Cannizzaro 35’ Bunjaku 62’ | Marcatori | 52’ Artmann |

| Arbitro: | Kampka |

|  |           |          |
|  | Marcatori | 86’ Zedi |

| Arbitro: | Drees |

|           |           |                 |
| Ekici 85’ | Marcatori | 3’ (rig.) Oehrl |

| Arbitro: | Valentin |

|                                            |           |                                            |
| Stallbaum 30’ Oehrl 41’, 79’ Ronneburg 71’ | Marcatori | 9’, 50’ Rahn 16’, 52’ Schieber 59’ Hofmann |

| Arbitro: | Leicher |

|            |           |  |
| Zinnow 53’ | Marcatori |  |

| Arbitro: | Wenkel |

|              |           |                               |
| Testroet 78’ | Marcatori | 54’ Patschinski 62’ Benyamina |

| Arbitro: | Siebert |

|                             |           |             |
| Stuckmann 40’ Reichwein 48’ | Marcatori | 2’ Granskov |

| Arbitro: | Seemann |

|  |           |           |
|  | Marcatori | 53’ Dobrý |

| Arbitro: | Fritz |

|             |           |                  |
| Onuegbu 36’ | Marcatori | 23’ (aut.) Lenze |

| Brema 8 novembre 2008, ore 14:00 CET 14ª giornata | Werder Brema II | 0 – 0 referto | Carl Zeiss Jena | Weserstadion - Platz 11 (600 spett.)\| Arbitro: \| Frank \| |
| Arbitro:                                          | Frank           |               |                 |                                                             |

| Arbitro: | Pflaum |

|            |           |  |
| Sailer 54’ | Marcatori |  |

| Arbitro: | Blos |

|                         |           |                   |
| Niemeyer 2’ Artmann 66’ | Marcatori | 24’, 68’ Calamita |

| Arbitro: | Schößling |

|                        |           |                                           |
| Oehrl 63’ Granskov 88’ | Marcatori | 30’ Löning 40’ (rig.) Güvenışık 66’ Holst |

| Arbitro: | Schempershauwe |

|                           |           |                           |
| Smeekes 4’, 22’ Schürg 8’ | Marcatori | 50’ Granskov 54’ Andersen |

| Arbitro: | Benedum |

|                         |           |  |
| Feldhahn 6’ Holsing 70’ | Marcatori |  |

#### Girone di ritorno
| Arbitro: | Joerend |

|             |           |  |
| Perthel 25’ | Marcatori |  |

| Arbitro: | Hammer |

|                                |           |              |
| Pinto 20’ (rig.), 44’ Haas 39’ | Marcatori | 16’ Feldhahn |

| Arbitro: | Benedum |

|                     |           |                         |
| Menga 35’ Oehrl 60’ | Marcatori | 68’ Zellner 84’ Grassow |

| Arbitro: | Achmüller |

|  |           |           |
|  | Marcatori | 50’ Oehrl |

| Arbitro: | Fischer |

|                              |           |                |
| Perthel 20’ (rig.) Menga 38’ | Marcatori | 22’ Cannizzaro |

| Arbitro: | Kunzmann |

|                                     |           |              |
| Pfingsten-Reddig 3’, 69’ Neitzel 9’ | Marcatori | 56’ Granskov |

| Brema 13 marzo 2009, ore 19:00 CET 26ª giornata | Werder Brema II | 0 – 0 referto | Bayern Monaco II | Weserstadion - Platz 11 (750 spett.)\| Arbitro: \| Blos \| |
| Arbitro:                                        | Blos            |               |                  |                                                            |

| Arbitro: | Seiwert |

|                       |           |  |
| Kolinger 30’ Rahn 43’ | Marcatori |  |

| Arbitro: | Schumacher |

|                                     |           |           |
| Oehrl 22’ Feldhahn 69’ Andersen 79’ | Marcatori | 53’ Morys |

| Berlino 1º aprile 2009, ore 19:30 CEST 29ª giornata | Union Berlino | 0 – 0 referto | Werder Brema II | Friedrich-Ludwig-Jahn-Sportpark (5 572 spett.)\| Arbitro: \| Schößling \| |
| Arbitro:                                            | Schößling     |               |                 |                                                                           |

| Arbitro: | Kampka |

|                  |           |               |
| Oehrl 63’ (rig.) | Marcatori | 82’ Heinzmann |

| Arbitro: | Leicher |

|                 |           |                 |
| Bröker 23’, 90’ | Marcatori | 2’ (rig.) Oehrl |

| Arbitro: | Pflaum |

|          |           |             |
| Oehrl 7’ | Marcatori | 11’ Onuegbu |

| Arbitro: | Sippel |

|                                |           |             |
| Schembri 63’ Amirante 68’, 74’ | Marcatori | 42’ Schmidt |

| Arbitro: | Trautmann |

|                                 |           |            |
| Oehrl 57’, 90’ (rig.) Kruse 77’ | Marcatori | 19’ Sailer |

| Arbitro: | Henschel |

|                         |           |                    |
| Belleri 33’ Buchner 89’ | Marcatori | 9’ Oehrl 45’ Ikeng |

| Arbitro: | Steinberg |

|  |           |                    |
|  | Marcatori | 2’ Kruse 20’ Oehrl |

| Arbitro: | Winkmann |

|                     |           |  |
| Kruse 54’ Kempe 71’ | Marcatori |  |

| Arbitro: | Steinhaus-Webb |

|            |           |  |
| Christ 12’ | Marcatori |  |

## Statistiche

### Statistiche di squadra
| Competizione | Punti | In casa | In casa | In casa | In casa | In casa | In casa | In trasferta | In trasferta | In trasferta | In trasferta | In trasferta | In trasferta | Totale | Totale | Totale | Totale | Totale | Totale | DR |
| Competizione | Punti | G       | V       | N       | P       | Gf      | Gs      | G            | V            | N            | P            | Gf           | Gs           | G      | V      | N      | P      | Gf     | Gs     | DR |
| ------------ | ----- | ------- | ------- | ------- | ------- | ------- | ------- | ------------ | ------------ | ------------ | ------------ | ------------ | ------------ | ------ | ------ | ------ | ------ | ------ | ------ | -- |
| 3. Liga      | 40    | 19      | 8       | 6       | 5       | 34      | 26      | 19           | 2            | 4            | 13           | 15           | 32           | 38     | 10     | 10     | 18     | 49     | 58     | -9 |
| Totale       | 40    | 19      | 8       | 6       | 5       | 34      | 26      | 19           | 2            | 4            | 13           | 15           | 32           | 38     | 10     | 10     | 18     | 49     | 58     | -9 |

### Andamento in campionato
| Giornata  | 1  | 2  | 3  | 4  | 5  | 6  | 7  | 8  | 9  | 10 | 11 | 12 | 13 | 14 | 15 | 16 | 17 | 18 | 19 | 20 | 21 | 22 | 23 | 24 | 25 | 26 | 27 | 28 | 29 | 30 | 31 | 32 | 33 | 34 | 35 | 36 | 37 | 38 |
| --------- | -- | -- | -- | -- | -- | -- | -- | -- | -- | -- | -- | -- | -- | -- | -- | -- | -- | -- | -- | -- | -- | -- | -- | -- | -- | -- | -- | -- | -- | -- | -- | -- | -- | -- | -- | -- | -- | -- |
| Luogo     | T  | C  | T  | C  | T  | C  | T  | C  | T  | C  | T  | C  | T  | C  | T  | C  | C  | T  | C  | C  | T  | C  | T  | C  | T  | C  | T  | C  | T  | C  | T  | C  | T  | C  | T  | T  | C  | T  |
| Risultato | P  | V  | P  | V  | P  | P  | N  | P  | P  | P  | P  | P  | N  | N  | P  | N  | P  | P  | V  | V  | P  | N  | V  | V  | P  | N  | P  | V  | N  | N  | P  | N  | P  | V  | N  | V  | V  | P  |
| Posizione | 19 | 13 | 16 | 10 | 13 | 15 | 15 | 16 | 18 | 19 | 19 | 19 | 19 | 19 | 19 | 19 | 19 | 19 | 19 | 19 | 19 | 19 | 19 | 19 | 19 | 19 | 19 | 18 | 18 | 18 | 18 | 19 | 19 | 19 | 19 | 17 | 16 | 17 |

Legenda:

Luogo: C = Casa; T = Trasferta. Risultato: V = Vittoria; N = Pareggio; P = Sconfitta.

### Statistiche dei giocatori
| N. Andersen  | 29 | 2  | 7  | 1 |
| K. Artmann   | 17 | 2  | 4  | 0 |
| O. Ayık      | 8  | 0  | 2  | 0 |
| P. Bargfrede | 15 | 1  | 1  | 0 |
| F. Begeorgi  | 9  | 0  | 1  | 0 |
| D. Diekmeier | 15 | 0  | 4  | 0 |
| B. Dreyer    | 2  | 0  | 0  | 0 |
| A. Erdem     | 1  | 0  | 1  | 0 |
| N. Feldhahn  | 32 | 3  | 12 | 0 |
| H. Gerdes    | 0  | 0  | 0  | 0 |
| A. Granskov  | 22 | 4  | 1  | 0 |
| J. Grundt    | 3  | 0  | 1  | 0 |
| T. Gänge     | 2  | 0  | 1  | 0 |
| M. Harnik    | 8  | 1  | 1  | 0 |
| M. Heider    | 17 | 1  | 2  | 0 |
| A. Hessel    | 6  | 0  | 0  | 0 |
| F. Holsing   | 35 | 1  | 11 | 0 |
| J. Ikeng     | 16 | 1  | 5  | 0 |
| T. Kempe     | 14 | 1  | 3  | 0 |
| M. Kruse     | 24 | 5  | 1  | 0 |
| A. Menga     | 17 | 2  | 2  | 0 |
| S. Mielitz   | 19 | 0  | 0  | 0 |
| P. Niemeyer  | 3  | 1  | 0  | 0 |
| T. Oehrl     | 36 | 17 | 6  | 0 |
| N. Pellatz   | 18 | 0  | 1  | 0 |
| T. Perthel   | 32 | 2  | 5  | 1 |
| S. Ronneburg | 23 | 1  | 3  | 0 |
| F. Schiller  | 13 | 0  | 1  | 0 |
| D. Schmidt   | 34 | 1  | 10 | 3 |
| S. Stallbaum | 36 | 1  | 9  | 1 |
| P. Testroet  | 11 | 1  | 1  | 0 |
| C. Vander    | 1  | 0  | 0  | 0 |